# Nissan (bilmärke)
För andra betydelser, se Nissan  (olika betydelser).

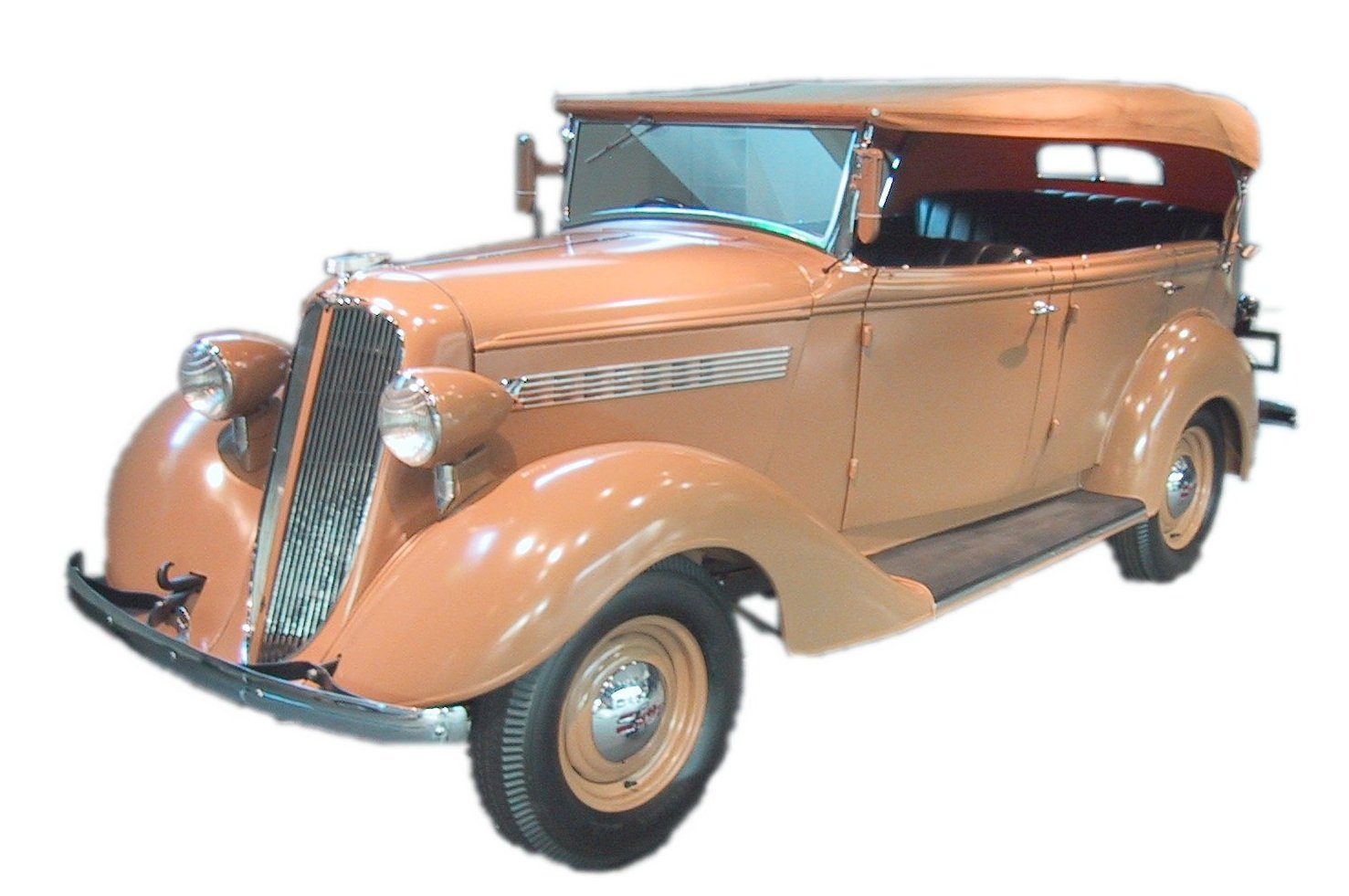
1938 Nissan Model 70 Phaeton

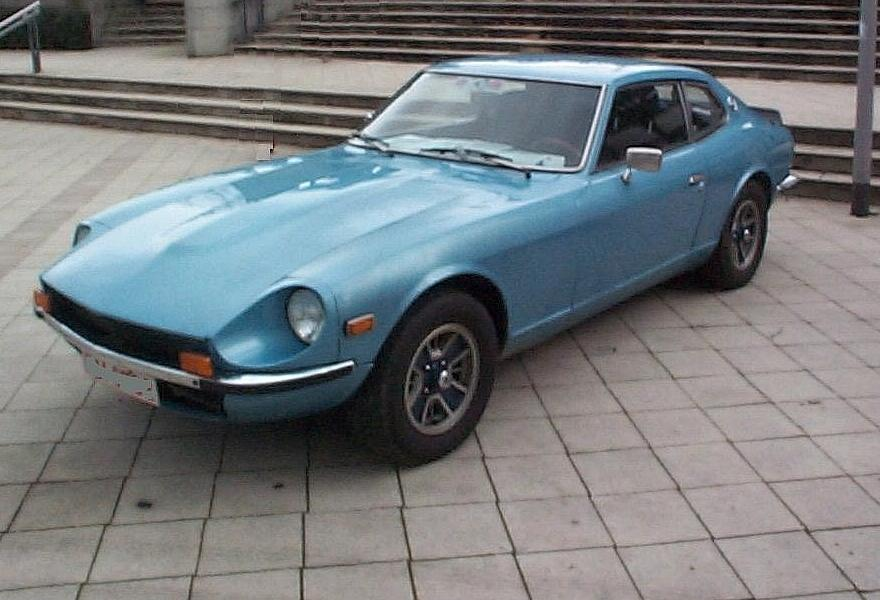
Nissan 260Z

Nissan är ett bilmärke som tillverkas av det japanska företaget Nissan Motor Co. Ltd. Nissan Motors bilar såldes fram till början av 1980-talet även under namnet Datsun.

## Historia
Nissan var ett holdingbolag som grundades 1928 under namnet Nippon Sangyo (förkortat ”Nissan”). Nissan köpte upp biltillverkaren DAT Motorcar Co., slog samman det med Tobata Castings bildelstillverkning och bildade dotterbolaget Nissan Motor Co. Ltd. Nissan Motors mindre personbilar såldes under namnet Datsun medan större bilar och tyngre fordon fick namnet Nissan. Under 1950-talet tillverkade Nissan de brittiska Austinmodellerna Somerset och Cambridge på licens. Från 1960 ersattes dessa av Nissan Cedric. 1966 gick Nissan samman med Prince Motor Company.
När Nissan i slutet av 1950-talet började exportera sina produkter användes namnet Datsun på alla personbilar utanför Japan medan namnet Nissan reserverades för lastbilar och bussar. I början av 1980-talet beslutade Nissan Motors att fasa ut namnet Datsun och döpa om alla bilmodeller till Nissan.
Nissan var under lång tid Japans näst största biltillverkare efter Toyota men i samband med asienkrisen i slutet av 1990-talet drabbades företaget av ekonomiska problem. Krisen ledde till ett nära samarbete med franska Renault med ett korsvis ägande. Renault äger 44% av Nissan och Nissan äger 15% av Renault. Båda bolagen leds av Carlos Ghosn.

## Bilmodeller
- Nissan Almera
- Nissan Bluebird
- Nissan Cedric
- Nissan Cherry
- Nissan Cube
- Nissan Fairlady
- Nissan Figaro
- Nissan Fusion
- Nissan Gloria
- Nissan GT-R
- Nissan Juke
- Nissan King Cab
- Nissan Laurel
- Nissan Leaf
- Nissan Leopard F30
- Nissan Maxima
- Nissan Maxima QX
- Nissan Micra
- Nissan Murano
- Nissan Navara
- Nissan Note
- Nissan NV200
- Nissan Pao
- Nissan Pathfinder
- Nissan Patrol
- Nissan Prairie
- Nissan Primera
- Nissan Pulsar
- Nissan Qashqai
- Nissan Rogue
- Nissan S-Cargo
- Nissan Skyline
- Nissan Stanza
- Nissan Sunny
- Nissan Terrano
- Nissan Tiida
- Nissan Titan
- Nissan X-Trail
- Nissan Xterra
- Nissan 200SX
- Nissan 240Z
- Nissan 260Z
- Nissan 280ZX
- Nissan 300ZX
- Nissan 350Z